# لودوفيك أوجيه
لودوفيك أوجيه (بالفرنسية: Ludovic Auger)‏ ولد بتاريخ 17 فبراير 1971 في فرنسا، هو دراج فرنسي سابق في صنف سباق الدراجات على الطريق.

## روابط خارجية
- لودوفيك أوجيه على موقع الاتحاد الدولي للدراجات (الإنجليزية)
- لودوفيك أوجيه على موقع أرشيف الدراجات (الإنجليزية)
- لودوفيك أوجيه على موقع إحصائيات الدراجات الإحترافية (الإنجليزية)
- لودوفيك أوجيه على موقع نسبة الدراجات (الإنجليزية)